# RMS Empress of Japan (1929)
 (avril 2020).
Si vous disposez d'ouvrages ou d'articles de référence ou si vous connaissez des sites web de qualité traitant du thème abordé ici, merci de compléter l'article en donnant les références utiles à sa vérifiabilité et en les liant à la section « Notes et références ».

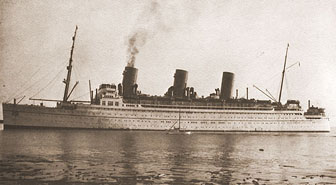
Image du navire RMS Empress of Japan

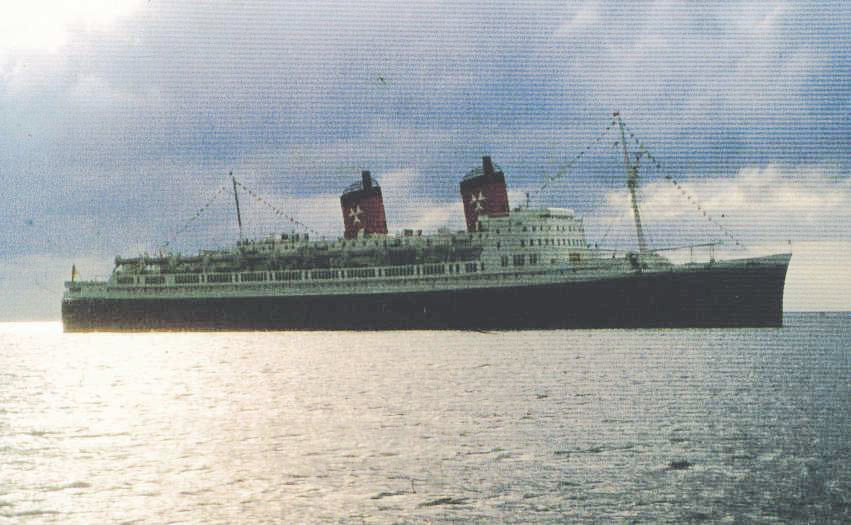
Image du navire TS Hanseatic

Le RMS Empress of Japan (1930-1942), devenu RMS Empress os Scotland (1942-1957) puis TS Hanseatic (1957-1966) est un navire de la Canadian Pacific Steamship Company puis de la Hamburg Atlantik Linie.
Construit à partir de 1929 par la Fairfield Shipbuilding and Engineering Company à Govan, en Écosse, c'est un navire de ligne reliant le Canada à l'Extrême-Orient jusqu'au déclenchement de la Seconde Guerre mondiale. Par la suite, il est transformé en navire transatlantique.